# Empilement de carrés dans un carré
Pour les articles homonymes, voir Empilement.
L'empilement de carrés dans un carré est un problème d'empilement bidimensionnel dont l'objectif est d'empiler n carrés unités (côté de longueur 1) identiques dans le carré le plus petit possible de côté a. Si a est un entier, la réponse est a2.
La plus petite valeur de a qui permet d'empiler des carrés de n unités est connue lorsque n est un carré parfait (auquel cas il est √n), ainsi que pour n = 2, 3, 5, 6, 7, 8, 10 , 14, 15, 24 et 35. Le tableau ci-dessous indique la valeur optimale de a  pour n ≤ 10,.
| Nombre de carrés unités n | Longueur d'un côté du carré extérieur | Figure | Démonstration                        |
| ------------------------- | ------------------------------------- | ------ | ------------------------------------ |
| 1                         | 1                                     |        | Immédiat                             |
| 2                         | 2                                     |        | Frits Göbel - 1979                   |
| 3                         | 2                                     |        | Frits Göbel - 1979                   |
| 4                         | 2                                     |        | Immédiat                             |
| 5                         | 2 + 1/√2 ≈ 2,707                      |        | Frits Göbel - 1979                   |
| 6                         | 3                                     |        | Michael Kearney et Peter Shiu - 2002 |
| 7                         | 3                                     |        | Erich Friedman - 1999                |
| 8                         | 3                                     |        | Erich Friedman - 1999                |
| 9                         | 3                                     |        | Immédiat                             |
| 10                        | 3 + 1/√2 ≈ 3,707                      |        | Walter Stromquist -1979              |

## Formulations théoriques
On note C(n) la taille minimale du côté d'un carré pouvant contenir n carrés unités sans chevauchement.

### Cas général
Pour tout n, on sait que :
{\displaystyle C(n)\in [{\sqrt {n}},\lceil {\sqrt {n}}\rceil ]}
où {\displaystyle \lceil x\rceil } désigne la partie entière supérieure de x.

### Cas particuliers
Plusieurs formules précises ont été établies pour des classes spécifiques de valeurs de n :
- Pour a ∈ ℕ et a > 1 :

{\displaystyle C(a^{2})=C(a^{2}-1)=C(a^{2}-2)=a}
- Pour a ∈ ℕ et a > 1 :

{\displaystyle C(a^{2}+1)\in [{\sqrt {a^{2}+1}},a+{\sqrt {0,5}}]}
- Pour a ∈ ℕ et b = a - 1 ou a - 2 :

{\displaystyle C(a^{2}+4\sum _{k=1}^{b})\in [{\sqrt {a^{2}+4\sum _{k=1}^{b}}},{\sqrt {\frac {((b+1){\sqrt {2}}+a)^{2}}{2}}}]}

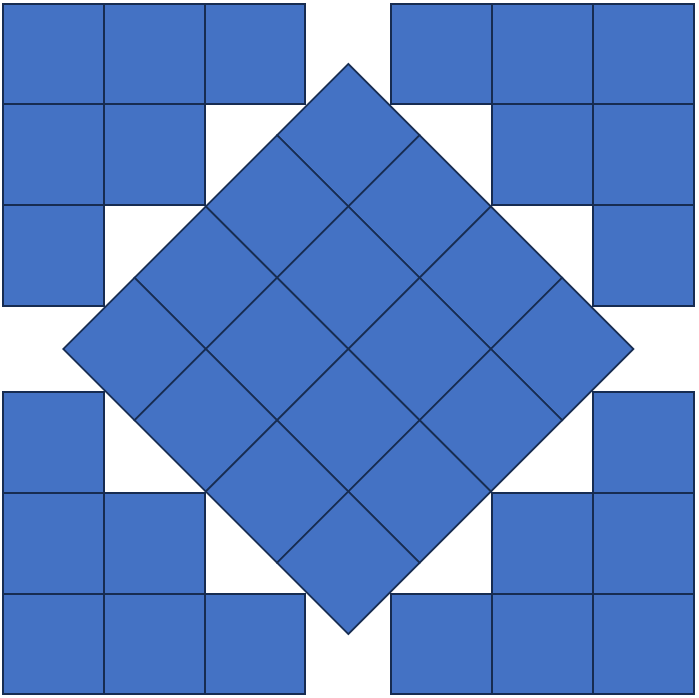
exemple de la formule 3 : empilement de 40 carrés (a=4, b=3)

Remarque : La borne {\displaystyle {\sqrt {\frac {((b+1){\sqrt {2}}+a)^{2}}{2}}}} n'est pas toujours inférieure à {\displaystyle \lceil {\sqrt {a^{2}+4\sum _{k=1}^{b}}}\rceil } pour b < 19.
D'autres résultats qui ne permettent pas d'établir des empilements optimaux exacts sont connus. Par exemple :
- S'il est possible d'emballer n2 − 2 carrés unitaires dans un carré du côté a, alors a ≥ n[4] ;
- L'approche naïve dans laquelle tous les carrés sont parallèles aux axes de coordonnées et sont placés en contact bord à bord laisse un espace perdu de moins de a + 1 dans un carré du côté a[1] ;
- L'espace gaspillé d'une solution optimale est asymptotiquement o(a7/11)[5] ;
- Toutes les solutions doivent gaspiller de l'espace au moins Ω(a1/2) pour certaines valeurs de a[6] ;
- 11 carrés unitaires ne peuvent pas être emballés dans un carré de côté inférieur à {\displaystyle 2+2{\sqrt {4/5}}\approx 3,789}. En revanche, l'empilement le plus serré connu de 11 carrés se trouve à l'intérieur d'un carré de longueur approximative de 3,8772[2].